# Myosorex varius
Myosorex varius es una especie de musaraña de la familia soricidae.

## Distribución geográfica
Se encuentra en Lesoto, Sudáfrica y Suazilandia.

## Hábitat
Su hábitat natural son: bosques y pastizales, templados sabanas, áridas, y la vegetación arbustiva de tipo mediterráneo.